# ゴバンノアシ

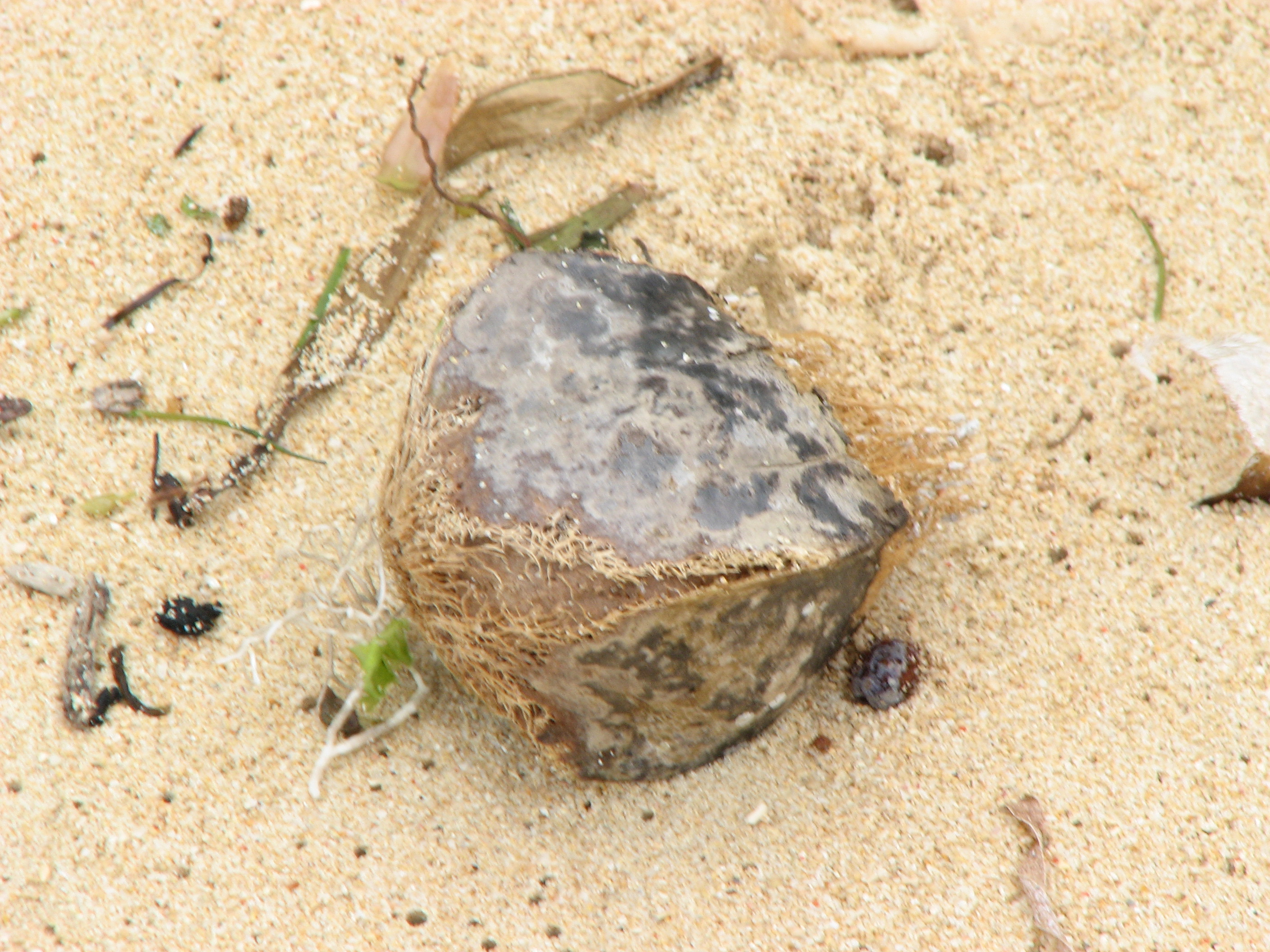
漂着した種子（西表島）

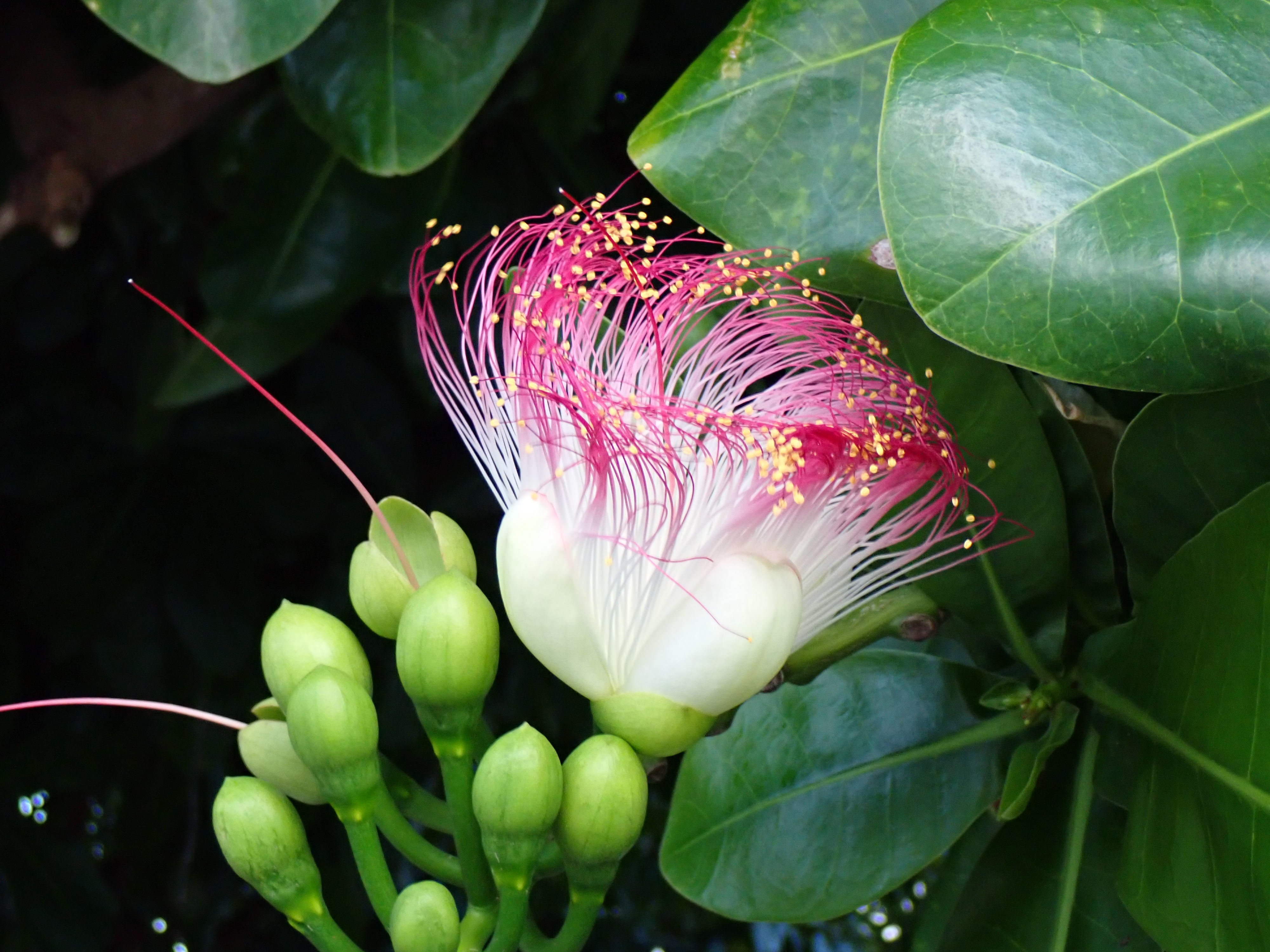
花

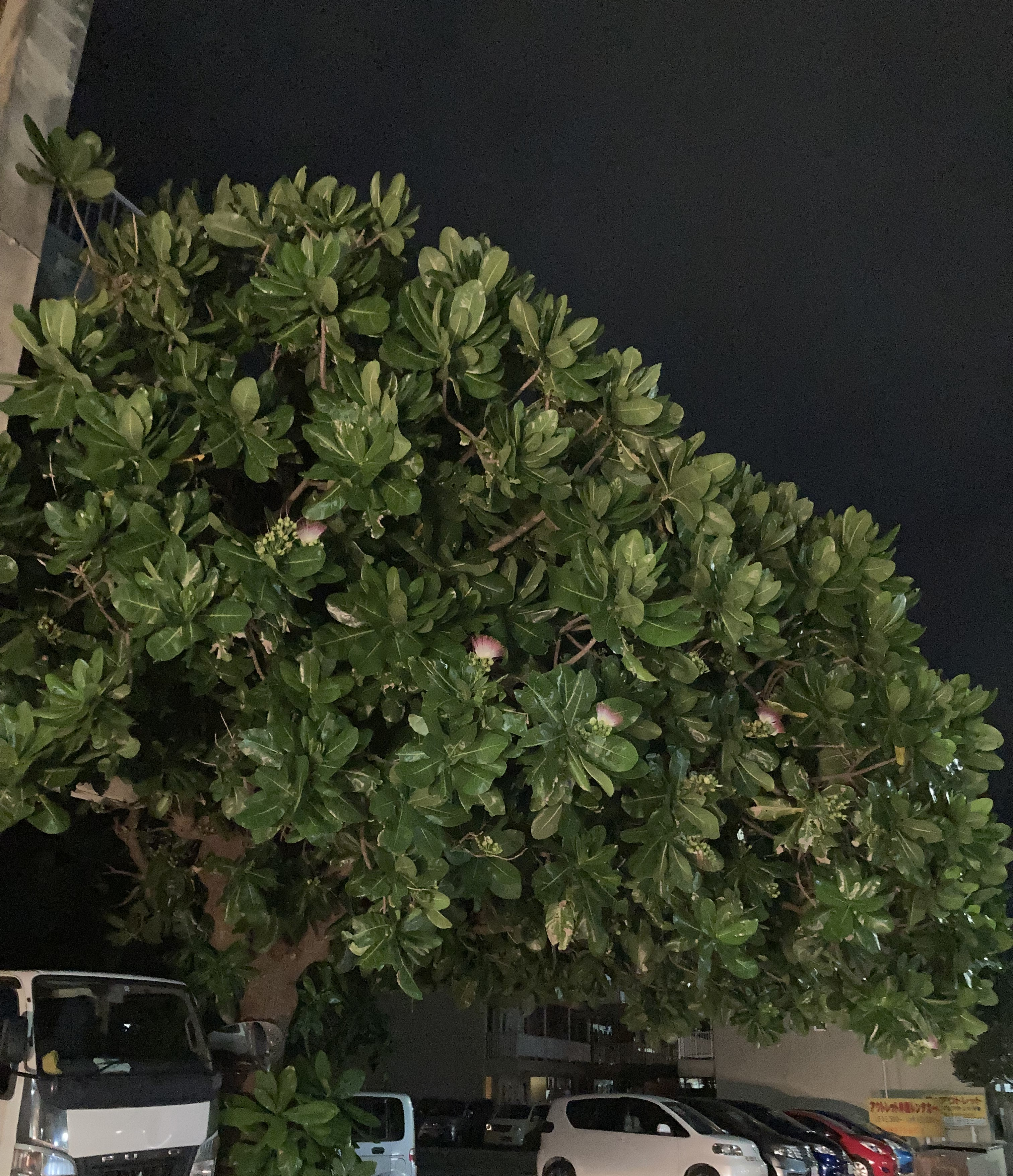
樹姿（石垣市平得　植栽）

ゴバンノアシ（碁盤の脚、Barringtonia asiatica）は、サガリバナ科の常緑高木。果実は4稜があり、碁盤の脚に似ているのでこの名がついた。
インド洋から太平洋の熱帯地域の海岸やマングローブに生育する。日本では八重山諸島にわずかに自生する。花は総状花序につき上向きに咲く（同属のサガリバナは名の通り下向き）。花弁は白く、雄蕊が赤く多数あって目立つ。果実は種子を1個含み、海水に浮いて遠くへ散布される。日本本土でも海岸に漂着物として見られることがある。魚毒性があり「毒流し漁」に用いられたこともある。

## 保護上の位置づけ
- 絶滅危惧IA類 (CR)（環境省レッドリスト）

- 沖縄県版レッドデータブック - 絶滅危惧IA類